# La Florida (Chili)
La Florida is een gemeente in de Chileense provincie Santiago in de regio Región Metropolitana. La Florida telde 366.916 inwoners in 2017.

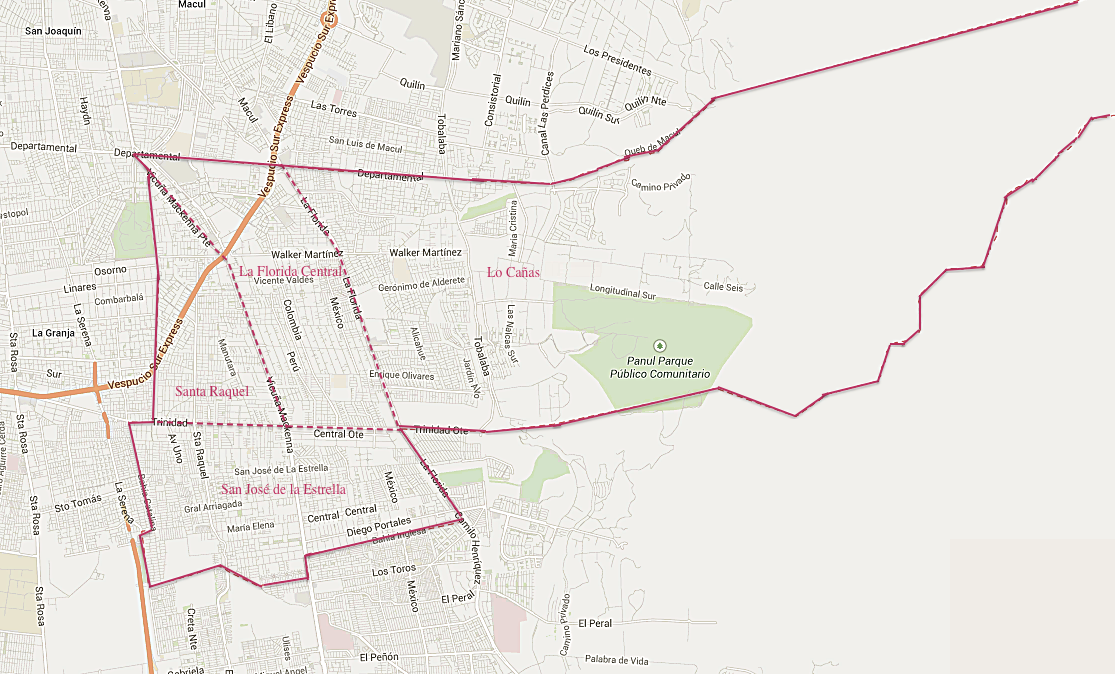
Wijken van La Florida
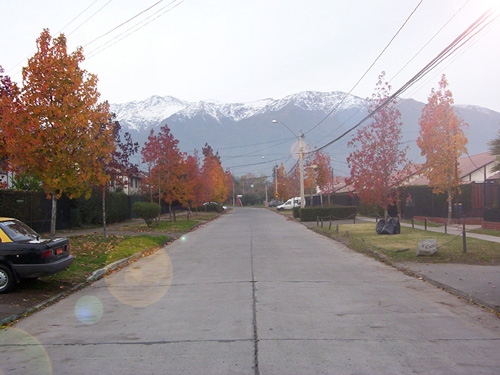
Typerende straat voor La Florida
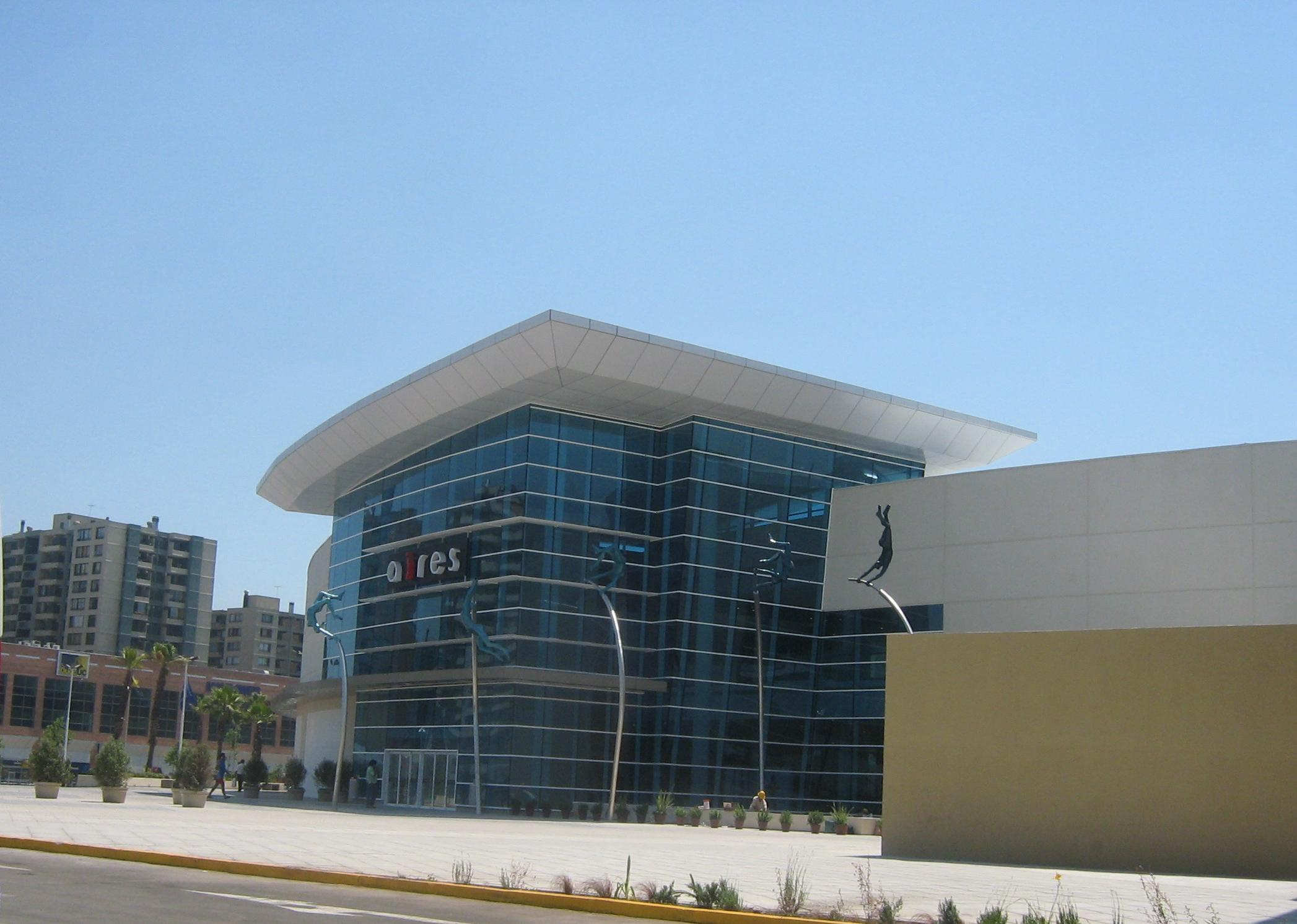
Winkelcentrum Aires

- Library of Congress Control Number: n85186308
- Nationale Bibliotheek van Israël: 987007555337105171
- Virtual International Authority File: 133260835